# Elisabethkapelle (Reiterswiesen)

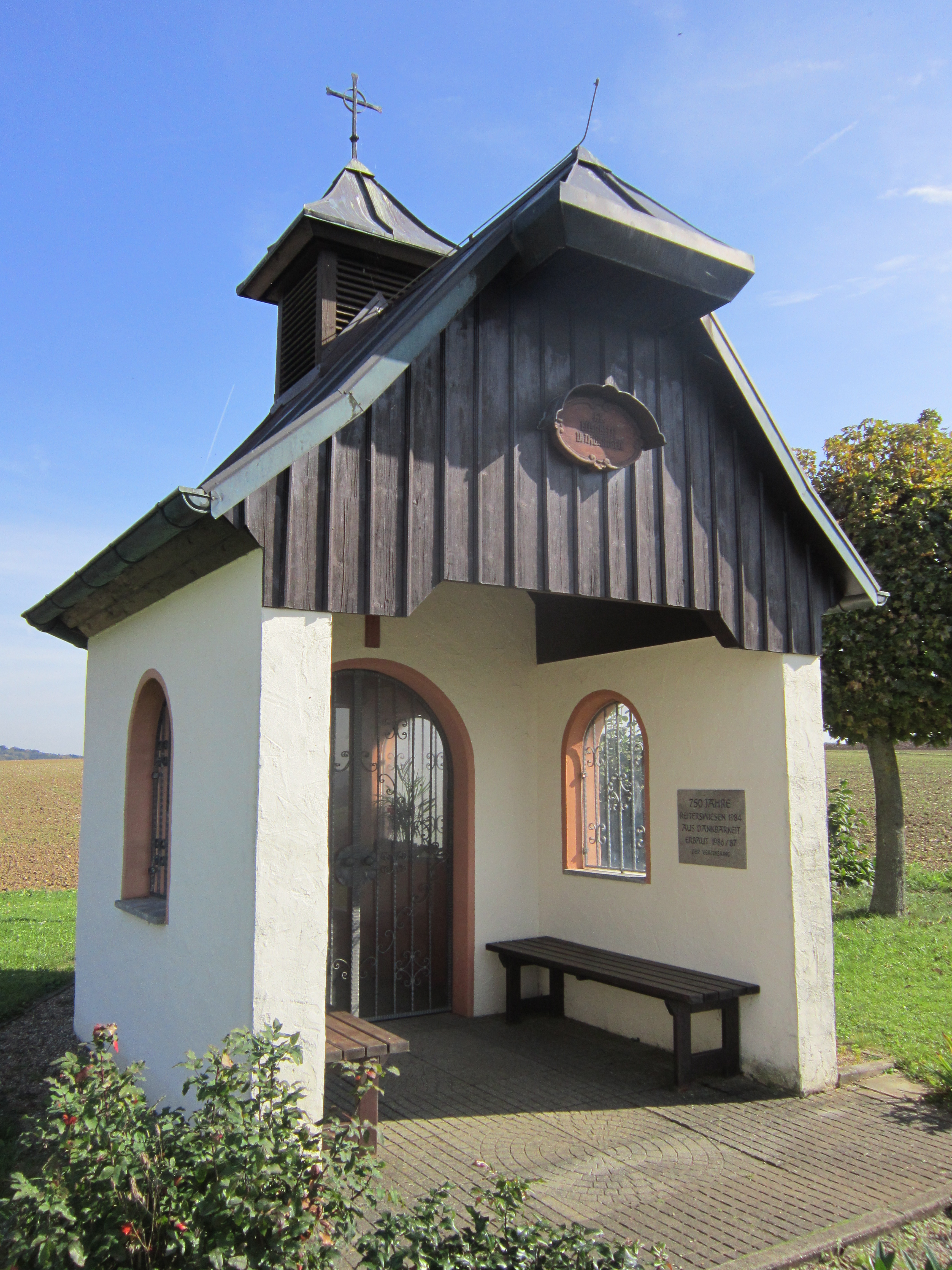
Elisabeth-Kapelle am Stöckes

Die Elisabethkapelle befindet sich in der Flur Stöckes in Reiterswiesen, einem Stadtteil des im bayerischen Unterfranken gelegenen Kurortes Bad Kissingen, der Großen Kreisstadt des Landkreises Bad Kissingen.
Die Kapelle ist der hl. Elisabeth von Thüringen geweiht. Ihr Cousin Otto von Botenlauben war Burgherr der Reiterswiesener Burgruine Botenlauben.

## Geschichte
Der örtliche Heimatverein beschloss 1984, mit dem zur Reiterswiesener 750-Jahr-Feier erwirtschafteten Überschuss von über 8000 DM, ein »sichtbares Zeichen« zum Gedächtnis des Ortsjubiläums zu setzen. Das Konzept des Vereinsmitglieds Franz Laudenbach zum Bau einer Kapelle zu Ehren von Otto von Botenlaubens Cousine, der hl. Elisabeth von Thüringen, setzte sich durch.
Nachdem der Bad Kissinger Oberbürgermeister Georg Straus seine Unterstützung zugesagt hatte, erklärte Bildhauer Rüstler sich bereit, eine Nachbildung von Tilman Riemenschneiders Elisabeth-Darstellung aus der Münnerstädter St. Maria Magdalena-Kirche anzufertigen, die durch die Elisabethinerinnen-Kongregation aus dem Reiterswiesener Elisabeth-Krankenhaus finanziert wurde.
Ein 400 m2 großes Grundstück am Stöckes wurde gepachtet, und am 15. Mai 1986 fand der erste Spatenstich statt. Firmen aus Bad Kissingen und den Stadtteilen Reiterswiesen, Arnshausen und Winkels, aus Oberthulba und seinem Stadtteil Eltingshausen sowie aus Haard (Stadtteil von Nüdlingen) und aus Stralsbach (Stadtteil von Burkardroth) unterstützten das Vorhaben.
Die Einweihung der Kirche erfolgte am 24. Mai 1987.
Im Jahr 2007 veranstaltete der Vereinsring Reiterswiesen nach einer Renovierung der Kapelle ein Fest aus Anlass des 800. Todestag der Heiligen Elisabeth.